# Ion Țiriac

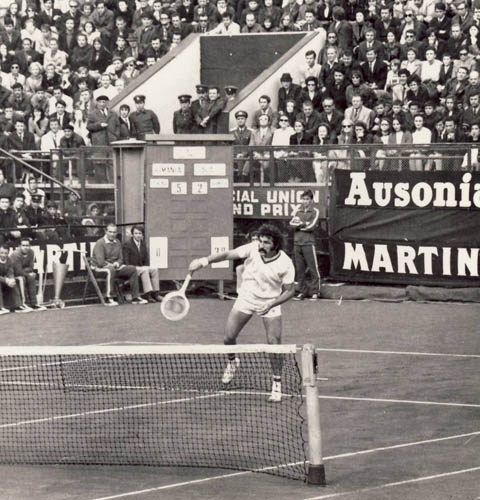
Ion Țiriac în finala Cupei Davis din 1972

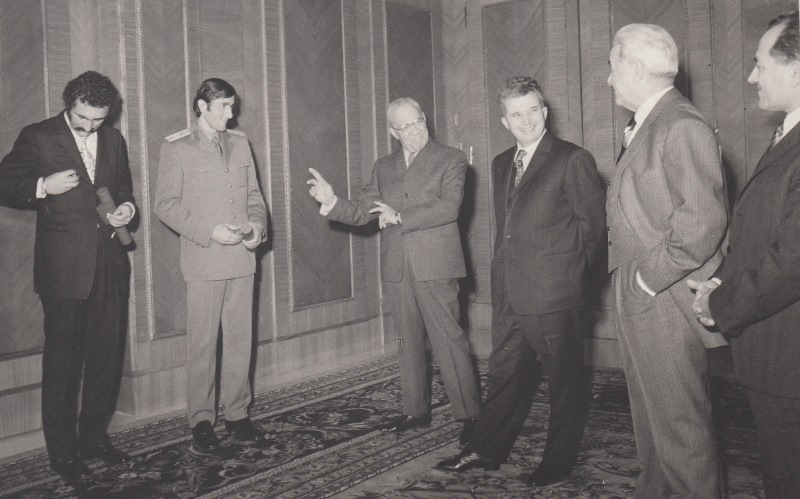
Decorarea tenismenilor Ion Țiriac și Ilie Năstase (5 noi. 1971)

Ion Țiriac (n. 9 mai 1939, Brașov) este un fost jucător profesionist de tenis român, jucător de hochei pe gheață, și actualmente un influent om de afaceri în Germania, Spania și România.

## Biografie
Ion Țiriac și-a pierdut tatăl la vârsta de zece ani. Tatăl lui a locuit pe aceeași stradă și a lucrat în aceeași fabrică cu Günther Bosch. A fost în perioada 1958–1964 al echipei de hochei pe gheață a României, cu care a participat la Jocurile Olimpice de Iarnă din Innsbruck și la Campionatele Mondiale. A fost component al clubului sportiv Dinamo București al Ministerului Afacerilor Interne și a deținut gradul de locotenent major.
În 1970 a câștigat împreună cu Ilie Năstase turneul de la Roland Garros. Talentul său pe teren s-a materializat mai ales la dublu, câștigând alături de Ilie Nastase, în afară de Roland Garros, numeroase alte turnee precum Foro Italico, Open Philadelphia Indoor (1970), Monte Carlo Open, Open Suedia, Italian Open și Canadian Open (1972), Arymehr Cup (1977), alături de Guillermo Villas la Baltimore International și Nice International (1977), Volvo International (1979) și, alături de Adriano Panatta, Campionatului Mondial de tenis, Sao Paolo (1974). Țiriac a fost component al echipei României în Cupa Davis între anii 1959 și 1978, disputând trei finale, cu SUA, în 1969, 1970 și 1972, în toate trei avându-l ca partener pe Ilie Năstase.
Din 1984 până în 1993 a fost managerul lui Boris Becker, tenismen german de clasă mondială.
Ion Țiriac este deținătorul licenței turneului de tenis BCR Open Romania din anul 1996. A zecea ediție a turneului (care a avut loc în luna septembrie a anului 2005) a oferit premii în valoare de 302.000 euro. Câștigătorul trofeului competiției, Florent Serra, a primit un cec în valoare de 44.100 euro.
Între anii 1998 și 2004, a deținut funcția de Președinte al Comitetului Olimpic Român.
Ion Țiriac este, de asemenea, unul dintre cei mai bogați români, fiind proprietarul unui număr mare de firme în domeniul bancar, auto și cel al transporturilor. Este primul român care a intrat în lista Forbes a miliardarilor lumii fiind cotat ca având o avere personală în jur de 1,1 miliarde dolari în martie 2007. În 2022 averea lui era cotată la 8,5 miliarde de lei, înglobată în Țiriac Holdings, care cuprindea peste 40 de companii private din domeniile comerțului auto, imobiliarelor, serviciilor financiare, operațiunilor de leasing și transport aerian, dar și în supraveghere și protecție.
Țiriac a fost căsătorit între anii 1963 și 1965 cu Erika Braedt, jucătoare de handbal. Are copii cu Mikette von Issenberg (model; mama lui Ion Țiriac jr.) și cu Sophie Ayad (ziaristă din Egipt; doi copii, Karim Mihai și Ioana Natalia).

## Distincții
- Ordinul „Meritul Sportiv” clasa a III-a (25 octombrie 1966) „pentru rezultatele deosebite obținute în competițiile sportive internaționale, precum și pentru contribuția valoroasă adusă la dezvoltarea culturii fizice și sportului în țara noastră”[16]
- Medalia „Meritul Sportiv” clasa I (8 mai 1968) „pentru contribuția deosebită adusă la dezvoltarea mișcării de cultură fizică și sport și pentru merite deosebite în activitatea sportivă de performanță, cu prilejul împlinirii a 20 de ani de la înființarea Clubului sportiv «Dinamo»-București al Ministerului Afacerilor Interne”[6]
- Ordinul Muncii clasa I (17 decembrie 1971) „pentru merite deosebite în activitatea sportivă”[17]

## Cărți publicate
- Țiriac, Ion; Năstase, Ilie (1972). Ar fi fost prea frumos.... Editura Stadion. OCLC 8-9-542006-5.
- Țiriac, Ion (1974). Victorie cu orice preț. Editura Stadion. OCLC 8-9-542001-7.

### Finale de Grand Slam

#### Dublu 2 (1-1)
| An   | Rezultat   | Turneu        | Partner         | Oponenți                     | Scor          |
| ---- | ---------- | ------------- | --------------- | ---------------------------- | ------------- |
| 1966 | Finalist   | Roland Garros | Virginia Ruzici | Wendy Turnbull Bob Hewitt    | 3-6, 6-2, 3-6 |
| 1970 | Câștigător | Roland Garros | Ilie Năstase    | Arthur Ashe Charlie Pasarell | 6–2, 6–4, 6–3 |

### Finale de Grand Prix și WCT Tour 46 (22-24)

#### Simplu 1 (0-1)
| Rezultat | Nr. | Dată             | Turneu               | Suprafața | Oponent      | Scor          |
| -------- | --- | ---------------- | -------------------- | --------- | ------------ | ------------- |
| Finalist | 1.  | 1 februarie 1972 | Omaha, Nebraska, SUA | Dură (i)  | Ilie Năstase | 6-2, 1-6, 1-6 |

#### Dublu 46 (22-24)
Key
| Turneu Grand Slam    |
| Grand Prix Masters   |
| Turneu Grup 1        |
| Turneu Grup 2        |
| Evenimente de echipă |

| Rezultat       | Data               | Turneu                                                | Suprafața  | Partner         | Oponenți                                 | Scor în finală                |
| -------------- | ------------------ | ----------------------------------------------------- | ---------- | --------------- | ---------------------------------------- | ----------------------------- |
| 1. Câștigător  | 1970               | Philadelphia WCT, SUA                                 | Artificial | Ilie Năstase    | Arthur Ashe Dennis Ralston               | 6–4, 6–3                      |
| 2. Câștigător  | 4 mai 1970         | Roland Garros, Paris                                  | Zgură      | Ilie Năstase    | Arthur Ashe Charlie Pasarell             | 6–2, 6–4, 6–3                 |
| 3. Câștigător  | 1970               | Roma, Italia                                          | Zgură      | Ilie Năstase    | William Bowrey Owen Davidson             | 0–6, 10–8, 6–3, 6–8, 6–1      |
| 1. Finalist    | 13 iulie 1970      | Washington DC, SUA                                    | Zgură      | Ilie Năstase    | Bob Hewitt Frew McMillan                 | 5-7, 0-6                      |
| 4. Câștigător  | 20 iulie 1970      | Cincinnati, SUA                                       | Zgură      | Ilie Năstase    | Bob Hewitt Frew McMillan                 | 6–3, 6–4                      |
| 2. Finalist    | 27 iulie 1970      | U.S. Zgură Court Championships, Indianapolis, SUA     | Zgură      | Ilie Năstase    | Arthur Ashe Clark Graebner               | 6-2, 4-6, 4-6                 |
| 3. Finalist    | 16 noiembrie 1970  | Embassy British Indoor Championships, London, Anglia  | Artificial | Ilie Năstase    | Ken Rosewall Stan Smith                  | 4-6, 3-6, 2-6                 |
| 5. Câștigător  | 7 martie 1971      | Hampton, SUA                                          | Dură (i)   | Ilie Năstase    | Clark Graebner Thomaz Koch               | 6–4, 4–6, 7–5                 |
| 6. Câștigător  | 12 April 1971      | Monte Carlo, Monaco                                   | Zgură      | Ilie Năstase    | Tom Okker Roger Taylor                   | 1–6, 6–3, 6–3, 8–6            |
| 4. Finalist    | 18 April 1971      | Palermo, Sicily, Italia                               | Zgură      | Ilie Năstase    | Georges Goven Pierre Barthes             | 2-6, 3-6                      |
| 5. Finalist    | 22 mai 1971        | Bruxelles, Belgia                                     | Zgură      | Ilie Năstase    | Marty Riessen Tom Okker                  |                               |
| 7. Câștigător  | 6 februarie 1972   | Kansas City, SUA                                      | Indoor     | Ilie Năstase    | Andrés Gimeno Manuel Orantes             | 6–7, 6–4, 7–6                 |
| 6. Finalist    | 14 februarie 1972  | Los Angeles, California, SUA                          |            | Ilie Năstase    | Jim Osborne Jim McManus                  | 2-6, 7-5, 4-6                 |
| 8. Câștigător  | 5 martie 1972      | Hampton, SUA                                          | Dură (i)   | Ilie Năstase    | Andrés Gimeno Manuel Orantes             | 6–4, 7–6                      |
| 9. Câștigător  | 24 April 1972      | Roma, Italia                                          | Zgură      | Ilie Năstase    | Lew Hoad Frew McMillan                   | 3–6, 3–6, 6–4, 6–3, 5–3, RET. |
| 7. Finalist    | 13 mai 1972        | Bournemouth, Anglia                                   | Zgură      | Ilie Năstase    | Frew McMillan Bob Hewitt                 | 5-7, 2-6                      |
| 8. Finalist    | 5 June 1972        | Hamburg, Germania                                     | Zgură      | Bob Hewitt      | Ilie Năstase Jan Kodeš                   | 6-4, 0-6, 6-3, 2-6, 2-6       |
| 10. Câștigător | 14 august 1972     | Montreal, Canada                                      | Zgură      | Ilie Năstase    | Jan Kodeš Jan Kukal                      | 7–6, 6–3                      |
| 9. Finalist    | 4 februarie 1973   | Des Moines, Iowa, SUA                                 | Dură       | Juan Gisbert    | Jan Kukal Jiří Hřebec                    | 6-4, 6-7, 1-6                 |
| 10. Finalist   | 3 martie 1973      | Hampton, Virginia, SUA                                | Dură       | Jimmy Connors   | Ilie Năstase Clark Graebner              | 6-4, 6-7, 1-6                 |
| 11. Câștigător | 26 martie 1973     | Valencia, Spain                                       | Zgură      | Mike Estep      | Patrick Hornbergen Bernard Mignol        | 6-4, 1-6, 10-8                |
| 11. Finalist   | 2 April 1973       | Barcelona, Spain                                      | Zgură      | Mike Estep      | Manuel Orantes Juan Gisbert              | 4-6, 6-7                      |
| 12. Finalist   | 7 mai 1973         | Bournemouth, Anglia                                   | Zgură      | Adriano Panatta | Ilie Năstase Juan Gisbert                | 4-6, 6-8                      |
| 13. Finalist   | 11 June 1973       | Hamburg, Germania                                     | Zgură      | Manuel Orantes  | Hans-Jürgen Pohmann Jürgen Fassbender    | 6-7, 6-7, 6-7                 |
| 14. Finalist   | 23 June 1973       | Eastbourne, Anglia                                    | Iarbă      | Manuel Orantes  | Jim McManus Ove Nils Bengtson            | 4-6, 6-4, 5-7                 |
| 12. Câștigător | 5 august 1973      | Louisville, Kentucky, SUA                             | Zgură      | Manuel Orantes  | Clark Graebner John Newcombe             | 0-6, 6-4, 6-3                 |
| 15. Finalist   | 13 august 1973     | Indianapolis, Indiana, SUA                            | Zgură      | Manuel Orantes  | Frew McMillan Bob Carmichael             | 3-6, 4-6                      |
| 13. Câștigător | 17 ianuarie 1977   | Baltimore, Maryland, SUA                              | Artificial | Guillermo Vilas | Ross Case Jan Kodeš                      | 6-3, 6-7, 6-4                 |
| 16. Finalist   | 7 februarie 1977   | Springfield, Massachusetts, SUA                       | Artificial | Guillermo Vilas | Frew McMillan Bob Hewitt                 | 6-7, 6-2                      |
| 14. Câștigător | 28 martie 1977     | Nice, Franța                                          | Zgură      | Guillermo Vilas | Chris Kachel Chris Lewis                 | 6-4, 6-1                      |
| 17. Finalist   | 31 iulie 1977      | South Orange, New Jersey, SUA                         | Zgură      | Guillermo Vilas | Colin Dibley Wojciech Fibak              | 1-6, 5-7                      |
| 18. Finalist   | 19 septembrie 1977 | Paris, Franța                                         | Zgură      | Ilie Năstase    | Jacques Thamin Christophe Roger-Vasselin | 2-6, 6-4, 3-6                 |
| 15. Câștigător | 26 septembrie 1977 | Aix-en-Provence, Franța                               | Zgură      | Ilie Năstase    | Patrice Dominguez Rolf Norberg           | 7–5, 7–6                      |
| 16. Câștigător | 3 octombrie 1977   | Tehran, Iran                                          | Zgură      | Guillermo Vilas | Bob Hewitt Frew McMillan                 | 1-6, 6-1, 6-4                 |
| 17. Câștigător | 3 octombrie 1977   | Tehran, Iran                                          | Zgură      | Guillermo Vilas | Bob Hewitt Frew McMillan                 | 1-6, 6-1, 6-4                 |
| 18. Câștigător | 21 noiembrie 1977  | Buenos Aires, Argentina                               | Zgură      | Guillermo Vilas | Ricardo Cano Antonio Muñoz               | 6-4, 6-0                      |
| 19. Câștigător | 23 mai 1978        | BMW Open, Munich, Germania                            | Zgură      | Guillermo Vilas | Jürgen Fassbender Tom Okker              | 3-6, 6-4, 7-6                 |
| 19. Finalist   | 30 iulie 1978      | South Orange, New Jersey, SUA                         | Zgură      | Guillermo Vilas | John McEnroe Peter Fleming               | 3-6, 3-6                      |
| 20. Câștigător | 25 septembrie 1978 | Aix-en-Provence, Franța                               | Zgură      | Guillermo Vilas | Jan Kodeš Tomáš Šmíd                     | 7-6, 6-1                      |
| 20. Finalist   | 5 noiembrie 1978   | Paris Bercy, Franța                                   | Dură       | Guillermo Vilas | Andrew Pattison Bruce Manson             | 6-7, 2-6                      |
| 21. Finalist   | 1 ianuarie 1979    | Hobart, Tasmania, Australia                           | Iarbă      | Guillermo Vilas | Bob Giltinan Phil Dent                   | 6-8                           |
| 22. Finalist   | 29 ianuarie 1979   | Richmond, Virginia, SUA                               | Artificial | Guillermo Vilas | John McEnroe Brian Gottfried             | 4-6, 3-6                      |
| 21. Câștigător | 19 martie 1979     | San José, Costa Rica                                  | Dură       | Guillermo Vilas | Anand Amritraj Colin Dibley              | 7-6, 6-1                      |
| 23. Finalist   | 28 mai 1979        | Roland Garros, Paris, Franța                          | Zgură      | Virginia Ruzici | Wendy Turnbull Bob Hewitt                | 3-6, 6-2, 3-6                 |
| 24. Finalist   | 9 iulie 1979       | Gstaad, Elveția                                       | Zgură      | Guillermo Vilas | John Marks Mark Edmondson                | 3-6, 6-2, 3-6                 |
| 22. Câștigător | 29 iulie 1979      | Volvo International, North Conway, New Hampshire, SUA | Zgură      | Guillermo Vilas | John Sadri Tim Wilkison                  | 6-4, 7-6                      |